# David Culley
David Culley (* 17. September 1955 in Sparta, Tennessee) ist ein US-amerikanischer American-Football-Trainer. Zuletzt war er der Head Coach der Houston Texans in der NFL. Davor war er bereits viele Jahre als Assistenztrainer bei vielen verschiedenen Teams in der NFL und Universitäten aktiv gewesen.

## Frühe Jahre
Culley wuchs in Sparta, Tennessee auf, und besuchte dort die White County High School. Dort war er in der Football-, Basketball- und Baseballmannschaft der Schule aktiv. Gerade in der Footballmannschaft fiel er durch seine guten Leistungen als Quarterback auf. Deswegen erhielt er nach seinem Highschoolabschluss ein Stipendium der Vanderbilt University, für die er in den kommenden Jahren spielte. Dort war er der erste afro-amerikanische Quarterback in der Geschichte der Universität und wurde unter anderem vom späteren NFL-Trainer Bill Parcells trainiert.

## Trainerkarriere

### Frühe Assistenztätigkeiten
Nach seinem Abschluss an der Universität entschied sich Culley, eine Karriere als Trainer zu starten. Seine erste Station war an der Austin Peay State University, an der er 1976 zum Trainer der Runningbacks ernannt wurde. Im darauffolgenden Jahr kehrte er an seine Alma Mater zurück, um dort Trainer der Wide Receiver zu werden. Am Anfang der 1980er Jahre folgten kurze Stationen als Positionstrainer an der Middle Tennessee State University, der University of Tennessee at Chattanooga und der University of Louisiana at Lafayette. Im Jahre 1989 wurde er schließlich zum Offense Coordinator an der University of Texas at El Paso. Nebenbei war er dort auch als Trainer der Runningbacks und der Wide Receiver aktiv. Dort war er allerdings nicht sonderlich erfolgreich. Nichtsdestotrotz wechselte er 1991 an die Texas A&M University, um dort Trainer der Wide Receiver zu werden. Dies blieb er auch bis 1993.

### Assistenztrainer in der NFL
Zur Saison 1994 wechselte Culley erstmals in die NFL. Bei den Tampa Bay Buccaneers wurde er Trainer der Wide Receiver unter Head Coach Sam Wyche. 1996 wurde er selbiges bei den Pittsburgh Steelers unter Bill Cowher. 1999 schließlich wurde er Trainer der Wide Receiver der Philadelphia Eagles unter deren neuen Cheftrainer Andy Reid. Dies blieb er auch bis zu dessen Entlassung 2012. Ab 2011 füllte er zusätzlich die Position des Senior Offensive Assistants aus. Unter Reid und seinem Trainerstab konnten die Eagles insgesamt neunmal die Playoffs erreichen, dabei erreichten sie auch einen Super Bowl, Super Bowl XXXIX. Nach Reids Entlassung 2012 wechselte Culley mit ihm zu den Kansas City Chiefs. Dort war er von 2013 bis 2016 Assistenz-Cheftrainer sowie Trainer der Wide Receiver. Nach 18 Saisons im Trainerstab von Reid wechselte er zur Saison 2017 zu den Buffalo Bills, um dort unter Cheftrainer Sean McDermott Trainer der Quarterbacks zu werden. Zur Saison 2019 wechselte Culley schließlich zu den Baltimore Ravens unter John Harbaugh. Dort war Assistenz-Cheftrainer, Trainer der Wide Receiver sowie Passing Game Coordinator.

### Cheftrainer der Houston Texans
Am 29. Januar 2021 wurde Culley als neuer Cheftrainer der Houston Texans in der NFL vorgestellt. Dadurch wurde er der erste afro-amerikanische Cheftrainer der Texans (ausgenommen Interimstrainer Romeo Crennel) sowie mit 65 Jahren der älteste Head Coach in seinem ersten Jahr in der NFL. Er konnte das Team, das bereits in der Vorsaison nur vier Spiele gewinnen konnte, allerdings nicht stabilisieren. Zwar konnten die Texans unter seiner Führung direkt das erste Saisonspiel gegen die Jacksonville Jaguars mit 37:21 gewinnen, verloren jedoch die folgenden acht Spiele allesamt. Insgesamt gelangen in der Saison 2021, wie bereits in der Vorsaison, nur vier Siege, allerdings mussten die Texans 2021 ohne ihren vorherigen Franchise-Quarterback Deshaun Watson auskommen, dem sexuelle Belästigung in mehreren Fällen vorgeworfen wurde. Am 13. Januar 2022 wurde er schließlich nach nur einer Saison von den Texans entlassen.

## Karrierestatistiken
| Team                               | Saison | Regular Season | Regular Season | Regular Season | Regular Season | Regular Season      | Postseason | Postseason  | Postseason | Postseason |
| Team                               | Saison | Siege          | Niederlagen    | Unterschiede   | Siege %        | Platzierung         | Siege      | Niederlagen | Siege %    | Ergebnis   |
| ---------------------------------- | ------ | -------------- | -------------- | -------------- | -------------- | ------------------- | ---------- | ----------- | ---------- | ---------- |
| Texans                             | 2021   | 4              | 13             | 0              | 23,5 %         | 3. in der AFC South | –          | –           | –          | –          |
| Gesamt                             | Gesamt | 4              | 13             | 0              | 23,5 %         |                     |            |             |            |            |
| Quelle: pro-football-reference.com |        |                |                |                |                |                     |            |             |            |            |